# الانگ، ارانچال پرادش
الانگ، ارانچال پرادش (به انگلیسی: Along, Arunachal Pradesh) یک منطقهٔ مسکونی در هند است که در آروناچال پرادش واقع شده‌است.

## خصوصیات
الانگ ۲۰٬۶۸۰ نفر جمعیت دارد و ۶۱۹ متر بالاتر از سطح دریا واقع شده‌است.